# Omomantis zebrata
Omomantis zebrata es una especie de mantis de la familia Mantidae.

## Distribución geográfica
Se encuentra en Provincia del Cabo, Natal, Transvaal,  (Sudáfrica), Zimbabue y Kenia.